# Ryo Iida
Ryo Iida (født 5. november 1993) er en japansk fodboldspiller.
Han har spillet for flere forskellige klubber i sin karriere, herunder Fagiano Okayama og SC Sagamihara.